# Myotis milleri
Myotis milleri é uma espécie de morcego da família Vespertilionidae.
Apenas pode ser encontrada no México.